# Mimagoniates barberi
Mimagoniates barberi es una especie de peces de la familia Characidae en el orden de los Characiformes.

## Morfología
Los machos pueden llegar alcanzar los 3,5 cm de longitud total.

## Hábitat
Vive en zonas de clima tropical entre 20 °C - 24 °C de temperatura

## Distribución geográfica
Se encuentran en Sudamérica: Paraguay.Arroyo Negro a la altura de ruta provincial 105 y afluentes del Arroyo Garupá tales como el Arroyo Las Piedras en Misiones (Argentina).